# 시안 사건

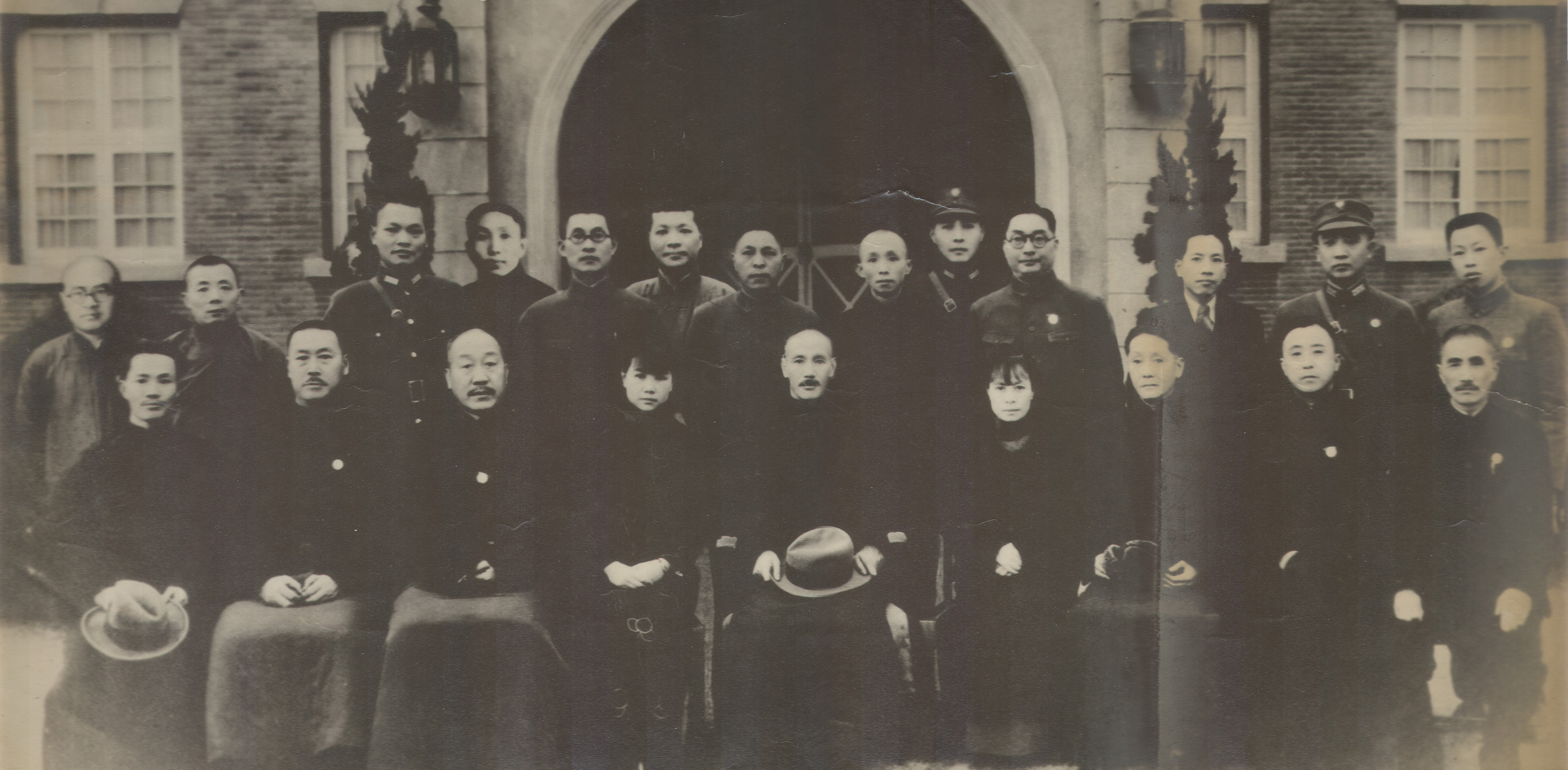

시안 사건 또는 서안사건, 시안 사태, 시안 사변(중국어 정체자: 西安事變, 간체자: 西安事变, 병음: Xī'ān Shìbìan)는 1936년 12월 12일 동북군 총사령관 장쉐량이 국민당 정권의 총통 장제스를 산시성의 성도(省都) 시안(西安) 화청지에서 납치하여 구금하고 공산당과의 내전을 중지하고 일본 제국주의의 침략에 맞서 함께 싸울 것을 요구한 사건이다. 이 사건으로 국민당군과 홍군은 국공 내전을 중지하고 제2차 국공 합작이 이루어져 함께 대 일본 전쟁을 수행하는 계기가 되었다.

## 배경
젊은 원수로 알려진 장쉐량(중국어 정체자: 張學良, 병음: zhāng xué liáng 장학량[*])은 중국 동북지방 즉, 만주의 군벌인 장쭤린(중국어 정체자: 張作霖, 병음: zhāng zuò lín 장작림[*])의 장남이었다. 1928년 장쭤린이 죽자 그 위치를 물려받은 장쉐량은 만주의 젊은 군벌로 위세를 떨쳤는데 1931년 9월 본격적인 일본의 만주 침략이 시작되자 근거지를 잃은 장쉐량은 장제스에게 의탁하였다. 장제스는 장쉐량을 중국 중부지방에서 동북군(만주군)의 지휘관으로 임명하고 홍군과의 국공내전의 부사령관으로 삼았다.
당시 중국 공산당은 장정으로 옌안을 수도로하여 동북군과 대치하고 있었는데 장쉐량 휘하의 동북군은 고향인 만주를 일본에 빼앗긴 상태여서 일본에 대한 적개심이 많았고 홍군과의 의미없는 소모전에 지쳐있었다. 특히 홍군은 동북군 포로들에게 '진짜 적은 같은 중국인인 홍군이 아니라 만주를 침탈한 일본군이라'는 지속적인 항일선전을 폈고 이들이 다시 동북군으로 돌아와 동북군 사이에는 항일에 대한 요구가 점점 커지게 되었다. 장쉐량 자신도 홍군과의 접촉을 통해 좌익의 영향을 받았고 대 일본 전쟁에 소극적인 장제스의 난징정부의 "선 통일, 후 저항" 정책에 불만을 가지게 되었다.
1936년 초 장쉐량의 동북군은 홍군과 비밀리에 접촉을 갖고 서로 적대적인 행위를 중지하고 일본과 항쟁하는 통일전선을 구축한다는 암묵적인 합의가 이루어졌다. 장쉐량은 만주시절부터 내려오던 동북군 장교단을 젊고 진보적인 좌파로 채우고 공산군과의 접촉을 강화하였다. 이러한 접촉은 장제스의 난징정부에는 철저한 비밀리에 이루어진 것이다.
1936년 장제스는 중국군 총사령관 및 행정직 주석직도 겸하고 있었고 장쉐량은 동북군의 원수로 점차 두 사람 사이의 긴장은 커지고 있었다. 반일감정이 고조된 서북지역의 민심을 뒤로한채 장제스는 공산군 토벌에만 몰두하였고 이에 소극적인 동북군을 점차 신뢰하지 않고 직접 난징의 군대를 동원하여 대규모 홍군토벌을 준비하였다.
10월 장제스는 직접 시안을 방문하여 동북군의 공산군 토벌을 독려하였으나 동북군의 젊은 장교들은 대 일본 통일전선 수립 및 소련과의 동맹 및 내전 종식을 요구하였다. 장쉐량은 장제스에게 내전을 중지하고 일본과의 항전을 거듭 촉구했으나 총통은 듣지 않았다. 11월 21일 동북군을 대체하여 공산군 토벌에 나선 난징 국민당군 제1군이 홍군에게 참패를 당하자 장제스는 직접 시안으로 날아가 반드시 홍군을 분쇄하고자 하는 결의를 다졌다.

## 경과

### 긴박하게 돌아가는 시안
12월 7일 장제스는 공산군 토벌을 독려하기 위해 전용기편으로 직접 시안에 도착하였다. 동북군 지휘관들은 다시 한 번 장제스 총통에게 항일전을 촉구하였으나 거절당했고 양호성(楊虎城) 장군 휘하의 4만 명의 서북군도 더 이상 홍군과의 소모전은 불필요하다고 판단하고 동북군과 행동을 같이 하였다. 12월 9일에는 수천명의 학생들이 반일시위를 벌였는데 이를 진압하는 과정에서 장제스의 헌병대가 발포, 두명의 동북군 지휘관의 자식이 다치는 사건이 발생했다. 장쉐량이 중간에서 성난 학생군중을 무마하여 더 이상 큰 사건으로 번지지는 않았지만 이러한 상황에서도 장제스는 제6차 홍군 토벌전 계획을 발표하고 총동원령이 임박하였음을 알렸다. 장제스는 장쉐량을 경질하고 토벌군 사령관을 교체할 계획을 세웠고 장제스의 친위병력인 남의사(藍衣社)는 항일을 주장하는 동북군 장교에 대한 블랙리스트까지 작성 동북군의 핵심세력을 제거하고 공산군 토벌에 찬성하는 장군들로 대체하려는 계획을 세웠다.
12월 11일 밤 10시 장쉐량은 동북군, 서북군의 합동사단장회의를 소집하고 본격적으로 장제스 총통을 체포하기로 하였다. 동북군 1개사단과 서북군 1개연대를 시안 외곽을 이동하라는 비밀명령이 떨어지고 장제스 총통과 그 참모진을 '체포'하기로 결정되었다.

### 총통의 체포
12월 12일 동북군과 서북군의 반란군은 오전 6시까지 시안을 완전히 장악하는 데 성공하였고 국민당군 참모부와 남의사 요원들은 구금상태로 들어갔다. 장제스 총통은 시안에서 16km 정도 떨어진 온천휴양지 임동(臨潼)에 머물고 있었는데 새벽 3시 장쉐량의 부하들이 장제스의 호텔을 급습하여 약간의 유혈사태를 치른 후에 잠옷바람이고 맨발로 도망친 총통을 야산에서 발견, 체포하였다.
반란에 성공한 직후 동북군과 서북군은 다음과 같은 8개의 요구조건을 내세웠다.
1. 난징정부를 개편하고 모든 정파를 참여시켜서 구국의 공동책임은 분담케 할 것.
2. 내전을 전면적으로 즉각 중지하고 "무력항일 정책"을 채택할 것.
3. 상하이의 애국운동 지도자들을 석방할 것.
4. 모든 정치범을 사면할 것.
5. 인민의 집회의 자유를 보장할 것.
6. 애국적 단체를 조직할 인민의 권리와 정치적 자유를 보장할 것.
7. 쑨원 박사의 유지(遺志)를 이행할 것.
8. 전국구국회의를 즉각 소집할 것.

이 요구 조건에 대하여 중국 공산당과 중화소비에트 정부, 홍군은 즉각 찬성을 표시하고 공산당 대표들이 시안으로 날아왔고 공동항일투쟁 의사를 발표하였다. 12월 14일에는 동북군 약 13만 명, 서북군 4만 명, 홍군 9만 명으로 구성된 "항일연합군"이 구성되고 장쉐량이 연합군 군사위원회 주석으로 뽑혔다. 홍군과의 전투명령은 즉각 중지되었고 항일연합군은 새로운 전열을 가다듬고 일본과 전쟁을 준비하게 되었다.
그러나 이 모든 변화는 국민당의 사전검열로 서북지역을 제외한 지역에서는 일체 보도되지 않았고 장쉐량은 그저 반란군으로 묘사될 뿐이었다. 난징의 국민당 정부는 총통의 체포와 구금사실을 철저하게 숨기고 서북지역의 반란군을 응징할 준비를 하였고 이는 난징정부의 내부권력 투쟁양상으로 번지게 되었다.

### 총통의 석방
구금되어 있는 동안 장제스는 저우언라이를 비롯한 공산당 지도부와 면담을 가졌고 장제스의 부인인 쑹메이링을 비롯한 난징정부의 대표단이 시안으로 날아와 막후협상을 벌였다. 대다수 동북군 장교들은 장제스를 '인민재판'에 회부해야 한다고 주장하였다. 그러나 공산당 및 다른 온건파들은 장제스가 그의 지위를 유지하고 있어야만 10년간의 국공내전이 종식되니 위신이 깎이지 않은 채 난징으로 돌아가야 한다고 생각했다. 장제스의 실각이나 죽음은 또 다른 내전의 빌미가 되고 결국 일본만 이득을 본다는 것이다.
동북군의 젊은 청년장교단이 반대함에도 불구하고 장제스는 8개 요구항에 대한 문서 서명확인없이 12월 25일 석방되었다. 반란군, 공산당과 난징 정부 대표들 사이에 정확하게 어떠한 합의가 도출되었는지는 밝혀지지 않았다. 장제스는 더 이상 내전이 없다는 점은 개인적으로 보장했고 장쉐량이 제공한 비행기 편으로 난징으로 무사히 돌아갔다. 이때 장제스의 체면은 손상하지 않기 위해 장쉐량 자신도 함께 난징으로 가서 스스로 반란에 대한 처벌을 기다렸다.

## 결과

### 난징정부의 정책 변화
시안 사건 발생이후 3개월간 중국내 정세는 180도 선회하게 되었다.
장쉐량은 난징에서 총통에게 스스로 처벌을 요청하였고 12월 31일 군사법정에서 10년 금고형과 5년간의 공민권 박탈을 선고 받았으나 다음 날로 장제스의 사면을 받았다. (그러나 그는 그 이후 다시는 동북군이나 어떠한 군사권도 갖지 못했고 사실상 장제스의 포로로 1950년 장제스가 타이완으로 도주할 때도 데려갔으며 타이완에서도 오랫동안 가택연금 상태로 있었으며 시안 사건에 대해 발언하는 것이 금지되었다.)
장제스는 반란을 막지 못한 무능을 탓하며 사의를 표명했으나 받아들여지지 않았고 (이는 사실상 정치적 연극에 불과했다.) 이후 국민당 정권내 대대적인 '친일파'관료들의 숙청이 이루어졌고 그 자리는 '구미파(歐美派)'로 채워졌다. 이어 열린 국민당 중앙집행위원회에서 형식적으로 반란군의 8개항을 거부했으나 국가의 당면한 최대의 문제는 "공산당 축출과 통일"이 아니라 "실지회복"임을 결의했다. 또한 장제스가 오랫동안 연기해온 '국민대표회의'를 소집할 것을 결의하고 조속히 민주제도를 도입할 것을 결의했다. 또한 정치적 발언과 언론의 자유를 선포하고 정치범을 석방하기 시작했다.
이어서 공산당에는 4개항의 화평조건을 제시했는데 주요 내용은 다음과 같다.
1. 홍군을 해체하고 국가의 단일 군사력(국민당군) 아래 편입할 것.
2. '소비에트 공화국'을 해체할 것.
3. 쑨원 박사의 "삼민주의"와 배치되는 공산주의 선전활동을 중지할 것.
4. 계급투쟁을 포기할 것.

이러한 요구조건을 제시하면서 난징정부는 반란군의 요구사항과 공산당의 '협력'제안을 거부하는 형식을 취하면서도 교묘하게 반란군의 8대 요구사항을 모두 들어주는 책략을 썼다. 이러한 정책은 난징정부 내에서도 강경파의 반발이 있었지만 장제스는 유화정책 강행하였고 2월에는 교묘하게 동북군을 이동시키고 서북군을 국민당군으로 편입시키고 3월에는 서북지역에 대한 영향력을 강화하였으며 이후 서북지역을 장악한 상태에서 공산당과 협상을 시작할 수 있었다.

### 제2차 국공 합작
장제스는 공산당의 대표자 저우언라이등과 여러차례 협상하면서 마침내 공산당과의 협력관계를 시작했고 공동으로 항일투쟁을 벌인다는 약속을 하였다. 일제가 1937년 7월 노구교 사건으로 본격적인 중국 침략을 강행하자 국민당과 공산당은 제2차 국공 합작을 이루어 일본과 전쟁에 나섰고 이 관계는 1945년 일본이 패망할 때까지 지속되었다.

### 평가
당시 열세에 있던, 공산당이 전열을 정비할 수 있는 여유를 주게 되었다. 이에 따라, 제2차 세계 대전 이후 벌어진 국공 내전에서 결과적으로 중국 공산당이 우위를 점하게 된다. 이어 공산주의를 이념으로 하는 중화인민공화국이 탄생하면서 중국 대륙을 통치하게 되었고, 기존의 중화민국 정부는 중국 국민당에 의해 타이완으로 이전했다. 세계사의 물줄기가 바뀐 시점으로 평가받고 있다.

## 참고 문헌
- 에드거 스노우 (2002년).  홍수원,안양노,신홍범 옮김, 편집. 《중국의 붉은 별》 제2판. 서울: 두레.[쪽 번호 필요]